# Babylove & The Van Dangos
Babylove & The Van Dangos ist eine dänische Ska-Band. Sie wurde 2004 in Kopenhagen gegründet.

## Geschichte
„Babylove & The Van Dangos“ gründeten sich 2004 im dänischen Kopenhagen und brachten 2005 ihr erstes Album „Run Run Rudie“ auf Lovers Choice Records und 2006 in der US-Version auf Megalith Records heraus. 2008 erschien „Lovers Choice“ auf Megalith, Mad Butcher und Gateway Music und 2011 ihr drittes Album „The Money & The Time“ auf Lovers Choice und Jump Up Records.
Im April 2012 erschien ihr viertes Album „Let It Come, Let It Go“ auf „Pork Pie“ und 2015 ihr fünftes Album „On my Life“.
„Babylove & The Van Dangos“ spielen eine Mischung aus Ska, Reggae und Rocksteady, sind jedoch von vielen weiteren Musikrichtungen wie Blues, Doo Wop und Soul beeinflusst.
Sie spielten weltweit mehr als 130 Konzerte, in über 11 Ländern. Darunter auch z. B. das Roskilde-Festival.
In den acht Jahren ihrer Existenz arbeiteten sie mit internationalen Künstlern der Ska- und Reggae-Szene wie Doreen Shaffer, Victor Rice, Chris Murray oder Coolie Ranx von den Toasters zusammen.

## Diskografie

### Singles und EPs
- 2007: Big Big Baboon feat. Coolie Ranx (Black Butcher Records)
- 2009: I Want You Here (Jump Up Records)

### Alben
- 2005: Run Run Rudie (Lovers Choice Records)
- 2006: Run Run Rudie (U.S. Version) (Megalith Records)
- 2008: Lovers Choice (Megalith Records, Mad Butcher Records, Gateway Music)
- 2011: The Money & The Time (Lovers Choice Records, Jump Up Records)
- 2012: Let It Come, Let It Go (Pork Pie)
- 2015: On My Life (Pork Pie)
- 2019: The Golden Cage (Gateway Music)

### Samplerbeiträge
- 2005: Sorry If It’s Not Cool Anymore (MRC Records)
- 2006: Skannibal Party (Mad Butcher Records)
- 2007: Skankin’ Europe (Alcoholiganska Records)
- 2007: United Colours Of Ska 4.0 (Pork Pie)